# La Veillée (film)
La Veillée (conosciuto anche col titolo La Passion Van Gogh) è un film del 1990 diretto da Samy Pavel, basato sulle quarantotto ore immediatamente successive alla morte del pittore olandese Vincent van Gogh.

## Distribuzione
Il film è stato distribuito nelle sale cinematografiche francesi il 27 gennaio 1993.. Secondo il database Italia taglia, la casa di distribuzione italiana Surf Film ha ottenuto per la pellicola un visto censura in data 26 ottobre 1993, con il titolo Van Gogh: l'attesa Non ci sono però altre tracce di una distribuzione italiana con questo titolo.